# Call of the Void
Call of the Void è un singolo del cantautore canadese Devin Townsend, pubblicato il 27 settembre 2022 come secondo estratto dal quindicesimo album in studio Lightwork.

## Descrizione
Come spiegato da Townsend, il termine call of the void descrive «la tentazione di lanciarsi giù dalla scogliera quando si guida un'auto» o di «mettere la mano nel fuoco quando sai che ti brucerai». Partendo da questo concetto, il testo del brano affronta la tematica della scelta per come si presenta nei confronti di queste situazioni.
Musicalmente, la critica specializzata ha trovato nel brano diversi elementi in comune con il precedente singolo estratto da Lightwork Moonpeople. Nello specifico, le due tracce condividono una struttura più «rilassata» ed accessibile rispetto ai precedenti lavori di Townsend.

## Video musicale
Il video, curato da Townsend, alterna piccoli clip tratti dal canale YouTube RailCowGirl, autista di treni solita caricare sul sito riprese in soggettiva registrate mentre si trova alla guida.

## Tracce
Testi e musiche di Devin Townsend, eccetto dove indicato.
1. Call of the Void – 5:53 (musica: Devin Townsend, Martin Kennedy, Mattias Eklund)
2. Moonpeople – 4:43

## Formazione
Hanno partecipato alle registrazioni, secondo le note di copertina di Lightwork:
Musicisti
- Devin Townsend – chitarra, basso, voce, sintetizzatore
- Darby Todd – batteria
- Morgan Ågren – batteria aggiuntiva
- Federico Paulovich – batteria aggiuntiva
- Diego Tejeida – tastiera aggiuntiva
- Nathan Navarro – basso aggiuntivo
- Ché Aimee Dorval – voce aggiuntiva
- Anneke van Giersbergen – voce aggiuntiva
- The Elektra Women's Choir – coro
- Elizabeth Zharoff – cori aggiuntivi
- Tia Rose Maxfield – cori aggiuntivi
- Brian Diamond – cori aggiuntivi

Produzione
- GGGarth – produzione, ingegneria del suono
- Devin Townsend – produzione, missaggio, ingegneria del suono
- Troy Glessner – assistenza al missaggio, mastering
- Nygel Asselin – setup missaggio, ingegneria del suono
- John "Bandstack" Beatle Bailey – ingegneria del suono